# Swieqi
Swieqi – jedna z jednostek administracyjnych na Malcie.